# Jake Varner
Pour les articles homonymes, voir Varner.
Jake Varner est un lutteur libre américain né le 24 mars 1986 à Bakersfield en Californie.
En 2012, il devient champion olympique de lutte libre en moins de 96 kg, en battant l'ukrainien Valeriy Andriytsev en finale.

## Palmarès

### Jeux olympiques
- Médaille d'or en catégorie des moins de 96 kg aux Jeux olympiques d'été de 2012 à Londres

### Championnats du monde
- Médaille de bronze en catégorie des moins de 96 kg aux Championnats du monde de lutte 2011 à Istanbul